# Orchesia blandula
Orchesia blandula es una especie de coleóptero de la familia Tetratomidae.

## Distribución geográfica
Habita en los Montes Cárpatos (Europa).